# Górzno (gemeente in powiat Garwoliński)
De gemeente Górzno is een landgemeente in het Poolse woiwodschap Mazovië, in powiat Garwoliński.
De zetel van de gemeente is in Górzno.
Op 30 juni 2004 telde de gemeente 6153 inwoners.

## Oppervlaktegegevens
In 2002 bedroeg de totale oppervlakte van gemeente Górzno 90,84 km², waarvan:
- agrarisch gebied: 69%
- bossen: 27%

De gemeente beslaat 7,07% van de totale oppervlakte van de powiat.

## Demografie
Stand op 30 juni 2004:
| Omschrijving                   | Totaal | Totaal | Vrouwen | Vrouwen | Mannen | Mannen |
| ------------------------------ | ------ | ------ | ------- | ------- | ------ | ------ |
| eenheid                        | aantal | %      | aantal  | %       | aantal | %      |
| inwoners                       | 6153   | 100    | 3086    | 50,2    | 3067   | 49,8   |
| bevolkingsdichtheid (inw./km²) | 67,7   | 67,7   | 34      | 34      | 33,8   | 33,8   |

In 2002 bedroeg het gemiddelde inkomen per inwoner 1404,75 zł.

## Administratieve plaatsen (sołectwo)
Chęciny, Gąsów, Goździk, Górzno, Górzno-Kolonia, Józefów, Kobyla Wola, Łąki, Mierzączka, Piaski, Potaszniki, Reducin, Samorządki, Unin, Wólka Ostrożeńska.

## Aangrenzende gemeenten
Borowie, Garwolin, Łaskarzew, Miastków Kościelny, Sobolew, Żelechów